# Sergei Petrowitsch Isotow
Sergei Petrowitsch Isotow (russisch Сергей Петрович Изотов, wiss. Transliteration Sergej Petrovič Izotov; * 30. Juni 1917; † 6. Mai 1983 in Leningrad) war ein russischer Luftfahrtingenieur.

## Leben
Isotow studierte am Leningrader Polytechnischen Institut, bis er 1941 bei Klimow eine Stelle annahm und in den 1950er-Jahren vor allem Hubschraubertriebwerke entwickelte. Er war der Stellvertreter und ab 1960 Nachfolger des Chefkonstrukteurs Wladimir Klimow.
Er konstruierte unter anderem die ersten sowjetischen Hubschrauberturbinen Klimow TW2-117 für die Mi-8 und Klimow TW3-117 für die Mi-24 sowie die dazugehörigen Getriebe; von diesen beiden Triebwerken wurden über 40.000 Stück hergestellt. Ein weiteres erfolgreiches Modell war das in der Mi-2 verwendete GTD-350.
Für sein Lebenswerk erhielt er unter anderem die Auszeichnung Held der Sozialistischen Arbeit, den Leninpreis, den Stalinpreis und den Staatspreis der Sowjetunion.